# Sauzet (Lot)
Sauzet é uma comuna francesa na região administrativa de Occitânia, no departamento de Lot. Estende-se por uma área de 11,09 km². Em 2010 a comuna tinha 519 habitantes (densidade: 46,8 hab./km²).